# Port lotniczy Karonga
Port lotniczy Karonga – port lotniczy zlokalizowany w mieście Karonga, w Malawi.